# Nagendra Prasad Rijal
Nagendra Prasad Rijal (नगेन्द्र प्रसाद रिजाल - Nagendra Prasāda Rijāla; Dhanakuta, 20 aprile 1927 – 23 settembre 1994) è stato un politico nepalese, Primo ministro del Nepal dal 1973 al 1975 e nel 1986.
Nel 1965 divenne ministro del commercio e dell'industria e della giustizia nel governo guidato da Surya Bahadur Thapa del quale fece parte fino al 1967. Tra il 1972 e il 1973 fu presidente del parlamento (Rastriya Panchayat).
Il 16 luglio del 1973 prese il posto di Kirti Nidhi Bista come primo ministro del Nepal, carica che ricoprì fino al 1 dicembre 1975 quando entrò in carica Tulsi Giri. Il 21 marzo 1986 assunse, come successore di Lokendra Bahadur Chand il ruolo pro-tempore di primo ministro che poco meno di tre mesi dopo passò a Marich Man Singh Shrestha. In questo periodo ricoprì anche il ruolo di ministro della difesa e ministro degli affari interni.